# 戦士の資格
『戦士の資格』（戦士の資格）は、フジテレビで2008年12月29日の23時40分より翌30日0時50分までの枠の中で放送された単発テレビドラマ。第20回フジテレビヤングシナリオ大賞受賞作品の映像化作品である。

## 概要
栄羽物流本社という中小企業の中での出世争いの物語。サブタイトルは「社内でアナタを欺く奴はきっとアナタの隣にいる」。
高木修一は経営戦略部で藤堂部長の下で常に出世を考えていた。同期の青山涼子を藤堂と結託して長期外部研修に推し、長期不在にさせて周囲に不要な人材であると知らしめ、追い落とそうとする。
高木は藤堂から昇進研修への推薦を受けるが、藤堂と対立する井上が推していたのが恋人である花野郁子であった。郁子へプロポーズし、社内にその話を広めて郁子を寿退社に追い込もうとした矢先、高木の後ろ盾である藤堂がヘッドハンティングで他社へ移籍したため、部長の椅子には井上が座り、高木は倉庫事務課に左遷となる。
倉庫で鬱々と過ごす高木の前に井上が現れ、本社に戻す代わりに田端へのリストラ勧告を行うように命じられる。リストラ面談の席で田端の存在の大きさを示すような仕掛けを行い、辞表を叩き付ける寸前の青山も仲間に引き入れ、会社を変えようと進み始める。

## キャスト
- 高木修一(33):西島秀俊　- 経営戦略部部員。
- 花野郁子(28):紺野まひる - 経営戦略部部員。高木修一の恋人。
- 青山涼子(33):眞鍋かをり - 経営戦略部部員。高木修一と同期入社。
- 目黒涼子(37):木村郁美　－経営戦略部部員。
- 藤堂守(58):白井晃 - 経営戦略部部長。ヘッドハンティングで他社に移る。
- 井上雄一(59):志賀廣太郎 - 藤堂の後任部長。
- 田端加代子(57):もたいまさこ - 倉庫事務課員。
- 小田豪:平賀雅臣 - 倉庫事務課業務主任。
- 太田健:笠原秀幸
- 森一:大波誠
- 課長:吉田晋一

## スタッフ
- 脚本:高橋幹子
- 演出:小原一隆
- プロデュース:関卓也
- 制作:フジテレビドラマ制作センター